# Уједињење Албаније и Косова
Уједињење Републике Албаније и самопроглашене Републике Косово је иредентистичка политичка идеја етничких Албанаца. Ова идеја је први пут откривена оснивањем Призренске лиге, а потом је знатно популаризована након Бојанске конференције, рата на Косову и Метохији и доношења Декларације о независности Косова. Уско је повезана са иредентистичким концептом Велике Албаније.

## Историја
Током протеста на Косову 1981. године, Југославија се плашила потенцијалног уједињења Косова са Албанијом. Почетком 1990-их, изјаве албанских политичара често су биле контрадикторне у погледу могућности. Политички активиста Укшин Хоти, оснивач Партије албанске националне заједнице, који је нестао у притвору српске полиције 1999. године, био је ватрени присталица уједињења Косова са Албанијом. Арбен Имами, политичар из Демократске партије Албаније, 2001. је изјавио да уједињење Косова са Албанијом треба да буде партијски циљ, али је ова изјава наишла на критике унутар његове партије.
Ахтисаријев план је условио независност Косова усвајањем мултиетничког „Косова“, а не албанског идентитета. Ипак, Галупова истраживања су открила да би 75% косовских Албанаца радије живело уједињено са Албанијом у једној земљи. Иста подршка је забележена и у Албанији где је 68% грађана Албаније дало предност уједињењу Албаније са Косовом. У 2017. години, неки  албански политичари, као што је Бен Блуши, иступили су у прилог уједињењу. На Косову, политичка партија Самоопредељење подржава уједињење. Политичка унија између две државе може довести Албанију у дипломатски сукоб са Србијом, која Косово сматра својом де јуре територијом.
Хашим Тачи је у мају 2019. предложио референдум о уједињењу Косова и Албаније, уколико се спори процес интеграције Европске уније не убрза. Међутим, неки то једноставно виде као покушај Тачија да се „одржи у центру пажње“, без икакве стварне намере да уједини две земље.

## Јавно мњење
Без обзира на анкете које подржавају уједињење Косова са Албанијом, циљ албанских политичара је био улазак у НАТО и ЕУ, а не национално уједињење. Неки римокатолици и православни хришћани Албанци страхују да би свако евентуално уједињење балканских области које доводи значајан број муслимана у нову државу могло довести до све веће „муслимизације“ Албаније.
Према анкети Фондације за отворено друштво из 2019. која је обухватила 2.504 испитаника у обе земље, 79,4% косовских Албанаца је било за уједињење између Албаније и Косова, у поређењу са 82,9% испитаника у Албанији. На питање да ли би били спремни да плате порез за уједињење, 66,1% испитаника на Косову се сложило, у поређењу са само 45,5% у Албанији.